# قائمة آثار محافظة معان
تتناول هذه القائمة المواقع الأثرية المسجَّلة رسمياً لدى دائرة الآثار العامة التابعة لوزارة السياحة والآثار في محافظة معان جنوب الأردن.

## القائمة
| الرقم | الاسم               | الوصف                            | الموقع | الإحداثيات | الصورة                                     |
| ----- | ------------------- | -------------------------------- | ------ | ---------- | ------------------------------------------ |
| MN-01 | البتراء             | العصر النبطي-الروماني            |        |            | العصر النبطي-الروماني · Upload file        |
| MN-02 | قلعة الشوبك         | العصر الصليبي                    |        |            | العصر الصليبي · Upload file                |
| MN-03 | قلعة الوعيرة        | العصر الصليبي                    |        |            | العصر الصليبي · Upload file                |
| MN-04 | بسطة                | العصر الحجري الحديث-النبطي       |        |            | العصر الحجري الحديث-النبطي · Upload file   |
| MN-05 | بيضا                | العصر الحجري الحديث-النحاسي      |        |            | العصر الحجري الحديث-النحاسي · Upload file  |
| MN-06 | قصر الملك عبد الله  | العصر الحديث                     |        |            | صورة                                       |
| MN-07 | قلعة معان (السرايا) | العصر العثماني                   |        |            | صورة                                       |
| MN-08 | باير                | العصر الحجري الحديث-العصر النبطي |        |            | صورة                                       |
| MN-09 | عنيزة               | العصر العثماني                   |        |            | العصر العثماني · Upload file               |
| MN-10 | جبل التحكيم         | العصر الروماني - صدر الإسلام     |        |            | العصر الروماني - صدر الإسلام · Upload file |